# Darlan Cunha

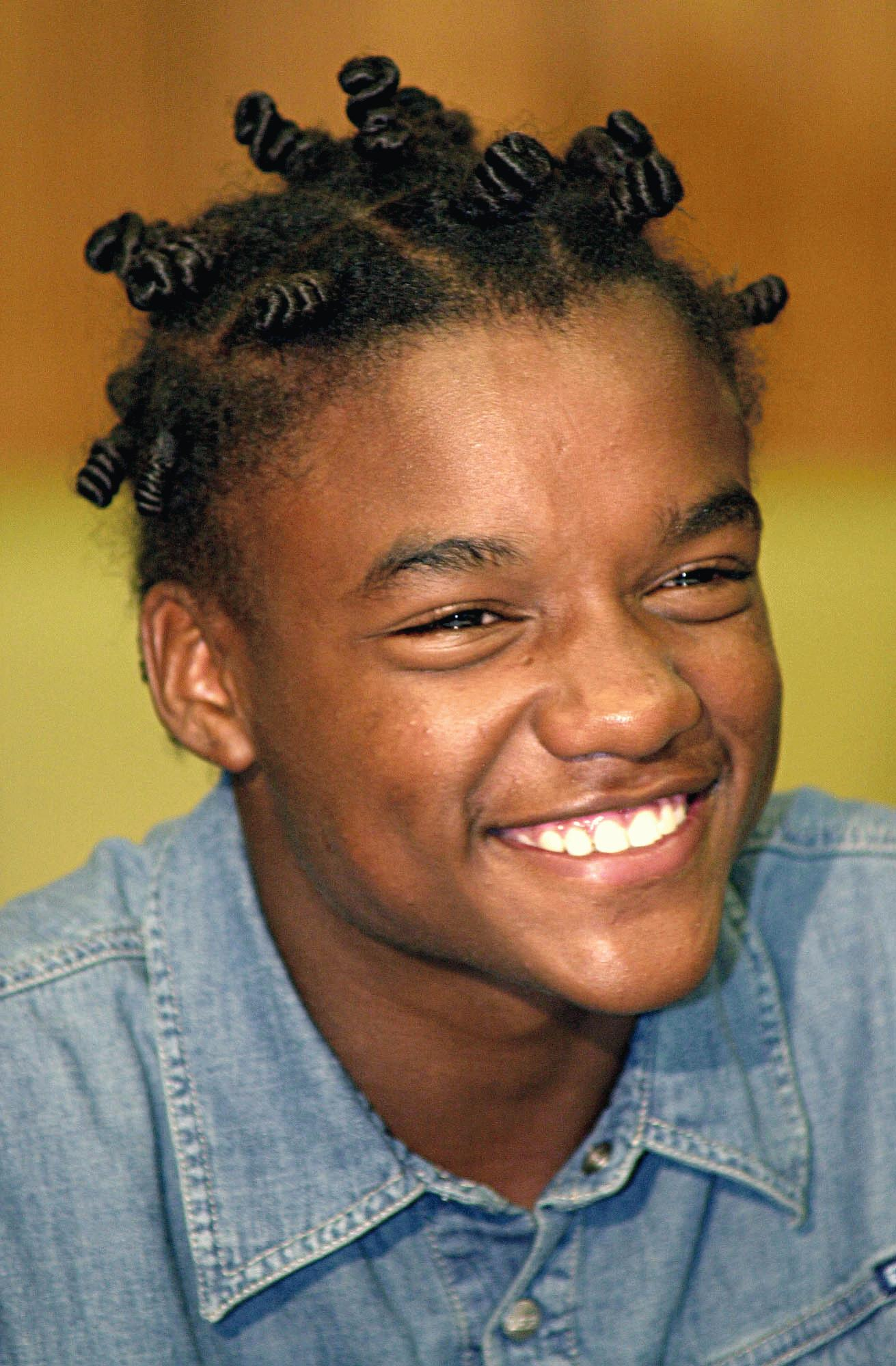
Darlan Cunha 2003

Darlan Cunha (* 16. September 1988 in Rio de Janeiro) ist ein brasilianischer Schauspieler.
Einem größeren Publikum wurde er durch die Darstellung des „Laranjinha“, in Fernando Meirelles’ City of Men Serie und Kinofilm, bekannt.

## Filmografie
- 2000: Palace II (Kurzfilm)
- 2000: Palace II (TV-Episode)
- 2002: City of God
- 2002: Sítio do Pica-Pau Amarelo
- 2004: Meu Tio Matou um Cara
- 2002–2005: City of Men (TV-Serie)
- 2007: City of Men
- 2007–2008: Sete Pecados (TV-Serie)